# Phoenix roebelenii
Phoenix roebelenii är en enhjärtbladig växtart som beskrevs av O'brien. Phoenix roebelenii ingår i släktet Phoenix och familjen Arecaceae. Inga underarter finns listade i Catalogue of Life.

## Bildgalleri

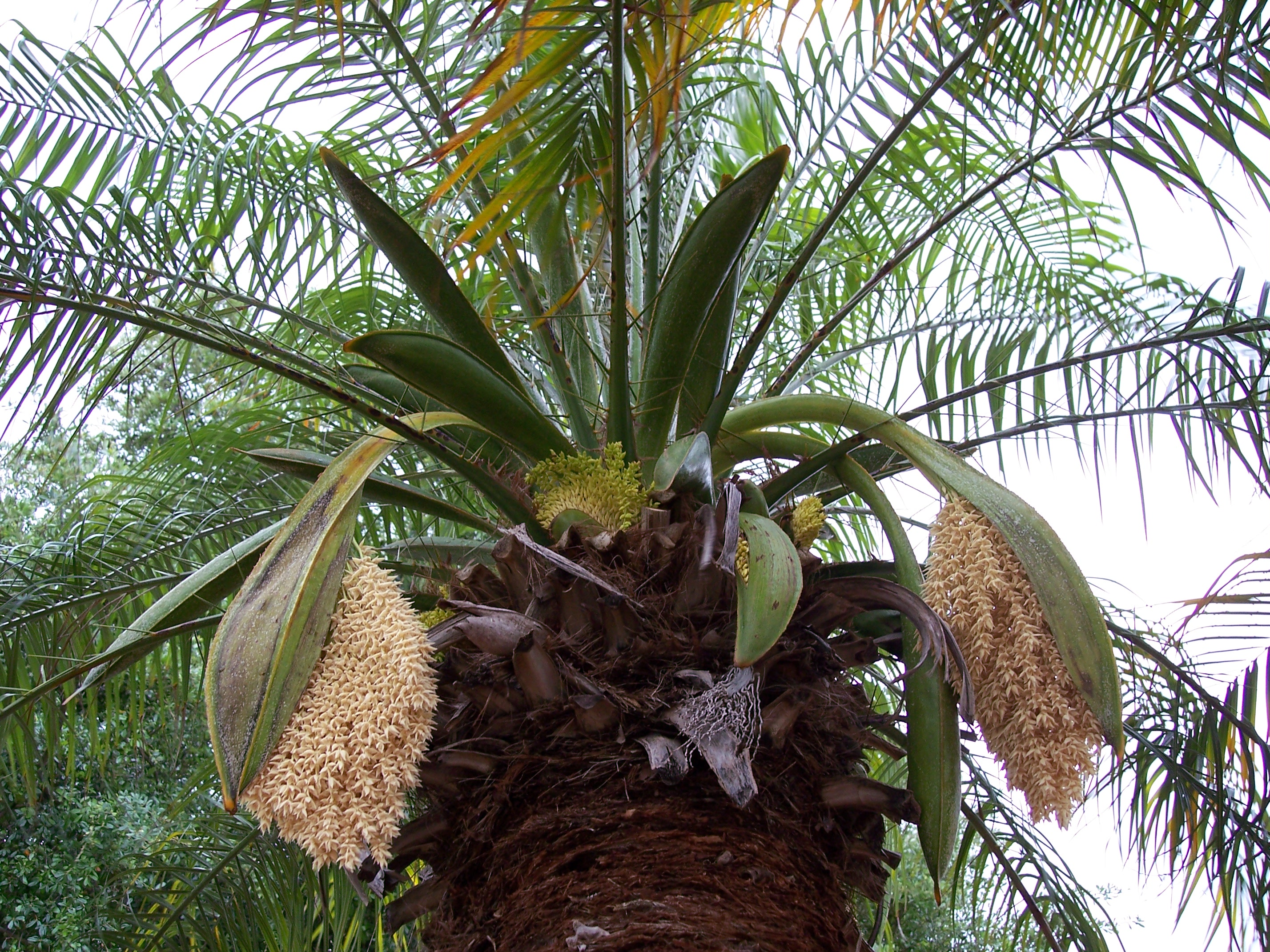
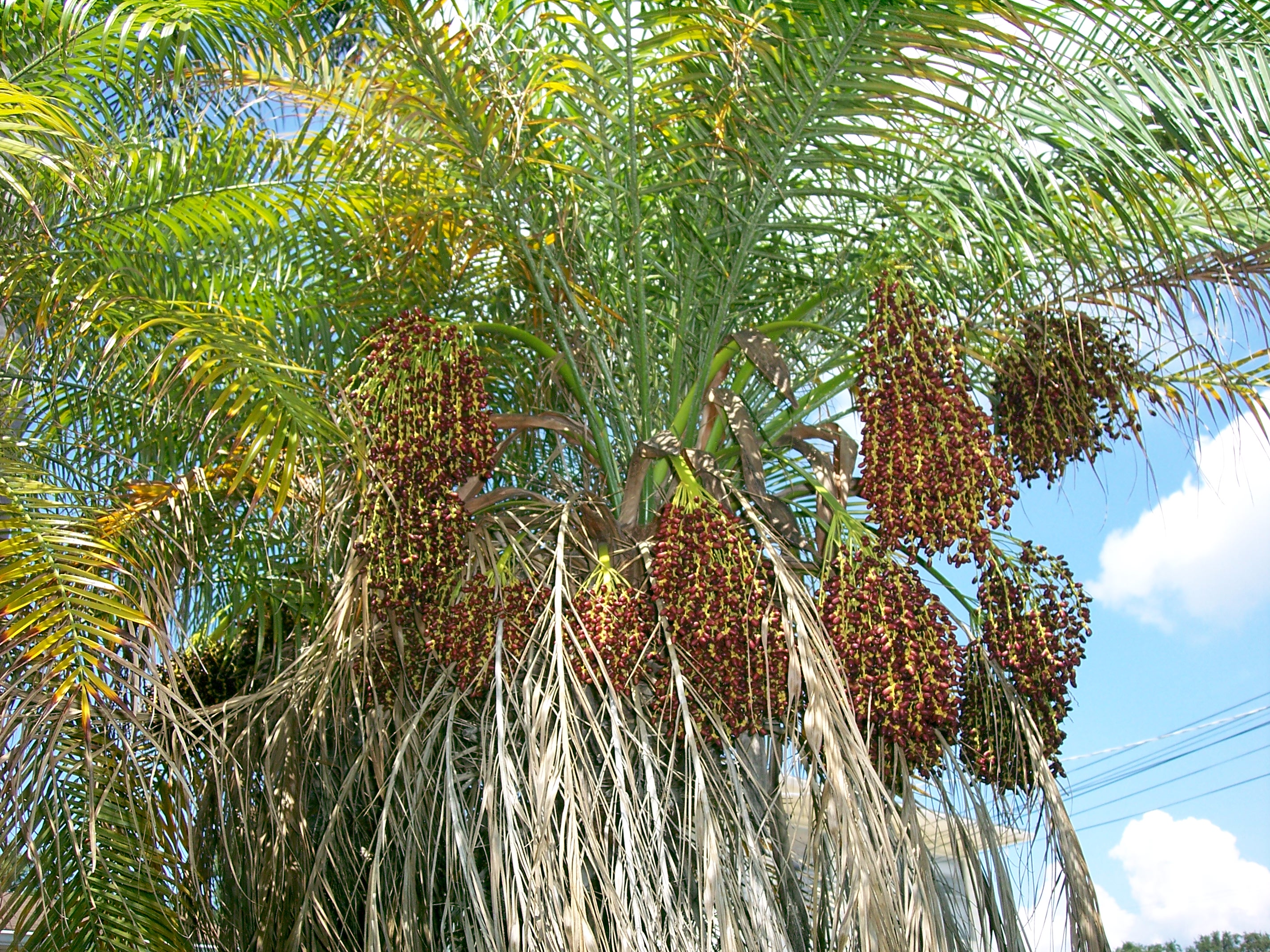
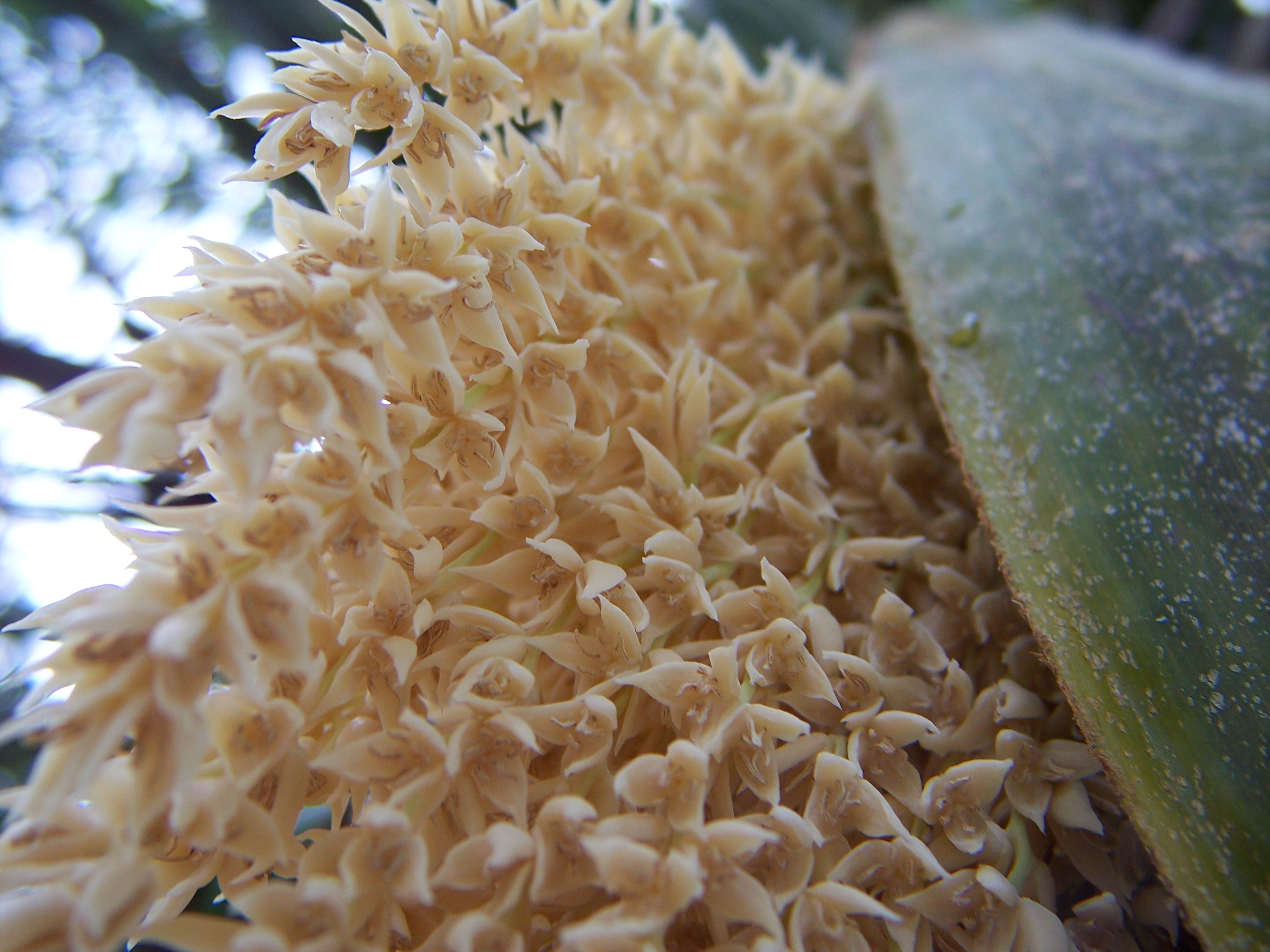